# Winden (Pfalz)
Winden (Pfalz) – stacja kolejowa w Winden, w kraju związkowym Nadrenia-Palatynat, w Niemczech. Znajdują się tu 2 perony.